# Љупка Стевић
Љупка Стевић (Костолац, 26. јул 1985) је српска певачица.

## Биографија
Стевићева је рођена 26. јула 1985. године у Костолцу, где је завршила основну и средњу школу. Године 2002. је учествовала на такмичењу чији је циљ бирање двојнице Светлане Ражнатовић.

## Каријера

### 2011—2014: Пробој и синглови
Стевићева је своју музичку каријеру започела 2011. године, након што је потписала уговор са издавачком кућом Gold Audio Video и објавила своју дебитантску песму, „Мора по мом”. Песма је убрзо постала позната, што је Стевићевој осигурало даљу каријеру. Исте године, објављује своју другу песму, „Само због тебе постојим”.
Затим, 2012. године, потписује уговор са кућом City Records и објављује песму „Љуби, љуби док си млад”. Песма постаје веома позната, такође надмашује славу Љупкиних претходних песама. Наредне године, објављује сингл „Дупли бол” са Sha.

### 2015—данас: Међународни успех
Након снимања и објављивања сингла „Дупли бол”, Стевићева је отпутовала у Сједињене Америчке Државе, где склапа пословне уговоре. Године 2015. објављује сингл „Оле, оле” са америчким репером Snoop Dogg. Убрзо након објављивања сингла, Стевићева се појављује на америчким телевизијама и новинама.
Стевићева након потписивања уговора са кућом IDJTunes стиче већу славу, за коју је објавила синглове „Дело”, дует „Балканка” са певачем MC Stojan и „Немој, немој”.

## Дискографија
Синглови
- Мора по мом (2011)
- Љуби љуби док си млад (2012)
- Срећа нисам са њим (2015)
- Оле оле (дует са Снуп Дог) (2015)
- Балканка (дует са Ем-Си Стојан)
- И не лажи ме (2018)
- Немој немој (2020)
- Морам (2022)

### Спотови
| Спот                  | Година | Режисер                 |
| --------------------- | ------ | ----------------------- |
| Мора по мом           | 2011   | Горан Шљивић            |
| Љуби љуби док си млад | 2012   | AL HAMED                |
| Етикета               | 2013   | Дејан Милићевић         |
| Дупли бол             | 2015   | Visual Infinity         |
| Оле, оле              | 2015   | Gevorg Sarkisian        |
| Срећна нисам с њим    | 2015   | AL HAMED                |
| Пева кафана           | 2016   | DM Sat видео продукција |
| Дело                  | 2016   | Андреј Илић             |
| Балканка              | 2017   | Борис Зец               |
| Остави телефон        | 2017   | Ведад Јашаревић         |
| Ћао, ћао              | 2017   | Ђорђе Трбовић           |
| И не лажи ме          | 2018   | Flash entertainment     |
| Срећно ти с њом       | 2018   | Борис Зец               |
| Е, мој ти             | 2019   | Марко Тодоровић         |
| Немој немој           | 2020   | Борис Зец               |
| Не стидим се          | 2020   | Марко Арсић             |
| Морам                 | 2022   | Дејан Милићевић         |